# Bundespräsidentenwahl in Österreich 1965
Zur Bundespräsidentenwahl in Österreich 1965, der vierten Volkswahl eines österreichischen Staatsoberhaupts, kam es am 23. Mai 1965. Der bisherige Amtsinhaber, der bei der Bundespräsidentenwahl in Österreich 1963 gewählte Adolf Schärf, war nach knapp zwei Jahren in seiner zweiten Amtszeit am 28. Februar 1965 verstorben. 
Nachfolger von Schärf wurde Kandidat Franz Jonas von der SPÖ, der sich gegen seinen Gegenkandidaten Alfons Gorbach von der ÖVP durchsetzte.

## Ergebnis
| Kandidaten                            | Parteien                          | Stimmen   | %    |
| ------------------------------------- | --------------------------------- | --------- | ---- |
| Franz Jonas                           | Sozialistische Partei Österreichs | 2.324.436 | 50,7 |
| Alfons Gorbach                        | Österreichische Volkspartei       | 2.260.888 | 49,3 |
| Gesamt                                | Gesamt                            | 4.585.324 | 100  |
|                                       |                                   |           |      |
| Ungültige Stimmen                     | Ungültige Stimmen                 | 94.103    | 2,0  |
| Wähler                                | Wähler                            | 4.679.427 | 96,0 |
| Wahlberechtigte                       | Wahlberechtigte                   | 4.874.928 |      |
|                                       |                                   |           |      |
| Quelle: Bundesministerium für Inneres |                                   |           |      |

## Angelobung
Franz Jonas wurde am 9. Juni 1965 vor der Bundesversammlung angelobt. 